# Fernelmont
Fernelmont là một đô thị ở tỉnh Namur. Tại thời điểm ngày 1 tháng 1 năm 2006 Fernelmont có dân số 6.689 người. Tổng diện tích là 65,61 km² với mật độ dân số là 102 người trên mỗi km².
Các địa phương:
Bierwart, Cortil-Wodon, Forville, Franc-Waret, Hemptinne, Hingeon, Marchovelette, Noville-les-Bois, Pontillas và Tillier.

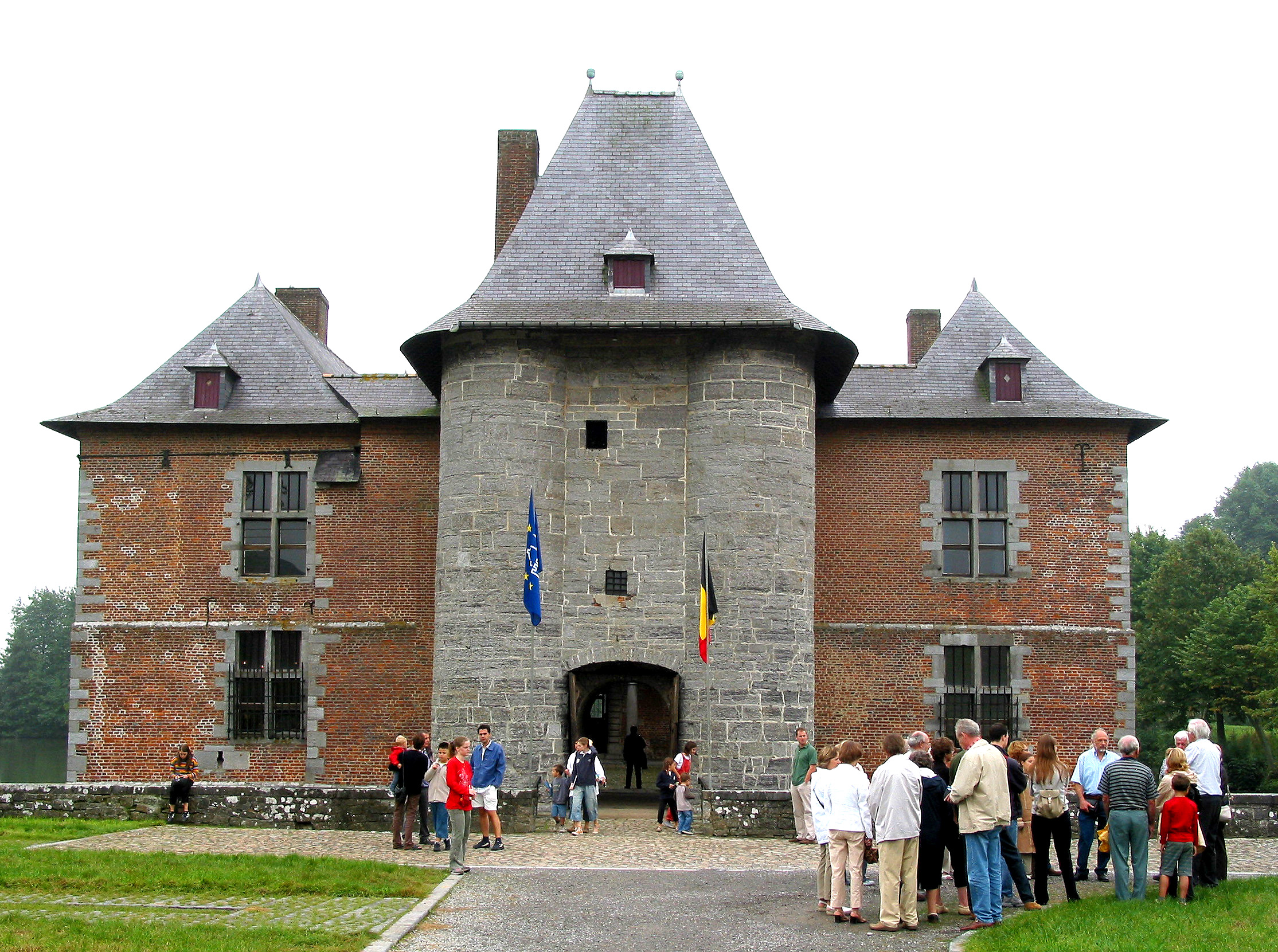
Fernelmont (thế kỷ 18).